# Yucca queretaroensis
Yucca queretaroensis es una especie de planta fanerógama perteneciente a la familia Asparagaceae.

## Distribución
Es nativa de la Sierra Madre Oriental en los estados mexicanos de Hidalgo, Guanajuato y Querétaro. Es poco conocida, en gran parte debido al terreno accidentado de su hábitat natural. Está asociada con Yucca filifera, Dasylirion longissimum, Agave striata y especies de cactus.

## Descripción
Yucca queretaroensis tiene un tronco con un tamaño de hasta 4 m de altura, con una gran falda, prominente de hojas muertas que cuelgan alrededor del tallo debajo de la corona de hojas vivas. Las hojas son muy estrechas, de no más de 3 mm de ancho, cuadradas en sección transversal. Los tallos florales se levantan hasta 1 m por encima de la corona, llevando flores blancas.

## Taxonomía
Yucca queretaroensis fue descrita por I.Piña-Luján y publicado en Cactáceas y Suculentas Mexicanas 34(3): 52. 1989.
Etimología
Yucca: nombre genérico que fue nombrado por Carlos Linneo y que deriva por error de la palabra taína: yuca (escrita con una sola "c").
queretaroensis: epíteto geográfico que alude a su localización en Querétaro.